# الندبة
الندبة  هي فن تراثي صوتي متوارث وصرخة معركة احتفالية ثقافية أصلية لدى قبيلة الشحوح والظهوريين والحبوس وبني شميل، وهي قبائل عربية تسكن رؤوس الجبال في شرق شبه الجزيرة العربية. يعد هذا الفن التقليدي عميق الجذور ويرمز إلى النخوة والكرم والاحتفال. يعكس تاريخ وقيم المجتمع وتقاليده واعتزازهم بالحفاظ عليه. بدأ استخدام ندبة الشحوح منذ قديم الزمان كوسيلة لإثارة الحماسة وبث الهيبة بين أفراد القبيلة، خاصةً في أوقات الحرب. كانت الندبة تُطلق أصواتاً عالية تتردد في رؤوس الجبال لتخويف الأعداء، كما كانت تعبيراً عن الفخر والانتصار في المعارك.
استخدامات الندبة: الندبة تُستخدم في مناسبات متعددة ومن اهمها الحروب تعكس قيم هذه القبائل واعتزازهم بموروثهم، منها:
- إثارة الحمية والحماس في أوقات القتال والحرب وعند مواجهة الاعداء وجها لوجه. (في الماضي)
- التعبير عن الفرح والسرور في المناسبات الاحتفالية السعيدة.
- شكر الآخرين والتعبير عن الامتنان والعرفان بالجميل.
- استقبال الزوار والضيوف المرموقين.
- الاحتفالات الشعبية والوطنية.
- الإعلان عن انتهاء الولائم والمناسبات الخاصة بطريقة مميزة، إذا غاب النديب بين المدعوين، يعتذر الحاضرون للمضيف بقولهم: (أرخصنا نديب ماشي وخلنا نرمي)، فيطلق أحدهم طلقتين أو ثلاث في الهواء، تعبيراً عن الشكر وكرم المضيف.

أصل كلمة الندبة في اللغة العربية: في اللغة العربية الفصحى، كلمة “الندب” تعني دعوة الناس إلى أمر معين. فمثلاً، عندما نقول “ندب فلان”، فهذا يعني أننا وكلناه أو دعونا شخصاً ليقوم بمهمة أو عمل محدد. وبناءً على هذا المعنى، تحولت الندبة في التراث إلى نداء يحمل معانٍ أعمق، فهو ينقل الحماسة والحمية، ويعلن الفرح والانتصار، كما يعبر عن السرور والابتهاج في المناسبات السعيدة.

## قبيلة الشحوح
الشحوح هم قبيلة عربية يعود نسبها بحسب التاريخ إلى لقيط بن الحارث بن مالك بن فهم، والمعروف عن أبنائها تمركزهم في أعلى المناطق الجبلية التي تطل على مضيق هرمز، والتي تمتد من جزر سلامة وبناتها شمالاً إلى جبل حبس جنوباً ودبا شرقاً والدارة وشعم غرباً، وهي امتداد جغرافي تتداخل فيها الحدود والسدود والسهول والوديان والمرتفعات الجبلية والخلجان بين الإمارات العربية وسلطنة عمان، وكانت القبيلة الدرع وخط الدفاع الأول عن المنطقة ككل على مر العصور عند بوابة مضيق هرمز، للوقوف ضد الفرس والبرتغاليين.
تفرّد الشحوح بفنونهم وموروثهم الجبلي: تميزت قبيلة الشحوح بطابع ثقافي خاص، نابع من طبيعتهم الجبلية الفريدة، إذ عاشوا في رؤوس الجبال بعيدًا عن السهول والمناطق الساحلية، مما أسهم في تشكيل نمط حياة مختلف وموروث غني بالعادات والتقاليد المتفردة. هذا الانعزال الطبيعي أوجد بيئة ثقافية متميزة، حافظ فيها الشحوح على فنونهم الخاصة التي تعكس صلابتهم وارتباطهم بأرضهم الجبلية. من أبرز هذه الفنون: الندبة، الرّواح، وفن السيف، وهي فنون لا تُشبه سواها في باقي القبائل، بل تحمل طابعًا مميزًا يعبر عن الشجاعة، الكرم، والاعتزاز بالهوية.

## المكونات والأداء والمراحل
تتكون الندبة من:
النديب: هو رجل يمتلك صوتًا قويًا وثاقبًا، يستطيع التحكم في ارتفاعه وانخفاضه حسب الحاجة. النديب الماهر يتميز بقدرة كبيرة على التلاعب بصوته، ليصنع نسقًا صوتيًا مميزًا ونفسًا طويلًا، مما يجعل نداء العزوة مؤثرًا وقويًا.
الرديدة (كبكوب): يحيط بالنديب مجموعة من الرجال يتراوح عددهم بين عشرة وعشرين، يشكلون دائرة حوله تسمى في الفصحى «الرديدة» أو «كبكوب»، وهم يرددون الأصوات والنداءات مع النديب. 
يشترط مشاركة عدد لا يقل عن ثلاثة رجال في أدائه، ولا يزيد على عشرة، وفي حال ازدياد العدد عن ذلك يتحولون إلى تشكيل حلقة ثانية وثالثة.
الأداء: يرفع النديب ذراعه اليمنى المثنية ويُلوّح بها بشكل متكرر بجانب رأسه وقريبًا من أذنه اليمنى، بينما يغطي أذنه اليسرى بكفه الأيسر. ثم يطلق صوت الندبة بصياح قوي: (شو .. حو .. الشحي المهيوب واهو .. شو .. حو .. حو واو .. هي) ويكرر هذا الصوت عدة مرات، بينما يردّد الرجال المحيطون به (الرديدة) بصوت جماعي مستمر: (هو هو هو هو).
مراحل الندبة:
- تُؤدى الندبة في ثلاث مراحل، وبين كل مرحلة وأخرى استراحة قصيرة لا تزيد عن نصف دقيقة.[13]
- في المرحلتين الأولى والثانية، يكرر النديب قول (شو حو) مرتين، أما في المرحلة الثالثة التي تسمى (الكسرة)، فيختتم النديب الندبة بقول (شو حو) ثلاث مرات.
- تستمر الندبة بشكل عام حوالي عشر دقائق.

معلومة لغوية: لفظ الهتاف (هو هو هو هو) أصله من لفظ الجلالة (الله)، حيث تم مدّ الصوت وتحويله إلى (اللهو اللهو) ثم اختصر إلى (هو هو)، وهو الصوت المستخدم في الندبة

## روابط خارجية
- فيديو الندابا على اليوتيوب
- الندبة فن أصيل يغري باكتشاف أسراره